# Острво треш
Острво треш је епизода Дилан Дога објављена у свесци бр. 119. у издању Веселог четвртка. Свеска је објављена 23. марта 2017. Коштала је 270 дин (2,17 €; 2,35 $). Имала је 94 стране.

## Оригинална епизода
Оригинална епизода под називом Trash Island објављена је премијерно у бр. 328. регуларне едиције Дилана Дога која је у Италији у издању Бонелија изашла 18. новембра 2013. Епизоду је нацртао Никола Мари, сценарио написао Луиђи Миљако, а насловну страну нацртао Анђело Стано. Коштала је 3,5 €.

## Кратак садржај
Дилан се заједно са неколико особа упутио на напуштено острво по имену Треш. Иако напуштено, Оствро се чини живим и неда посетиоцима да оду. На крају, група открива да их је британска морнарица намерно навела да оду на острво како би затворили магични пролаз кроз који на оствро долазе мрачне силе. Након што један члан групе гине, Дилан и остали успевају да затворе пролаз.

## Инспирација ”треш” филмским жанром
Цела епизода изгледа инспирисана ”треш” (нискобуџетних, Б) хорор филмовима из тридесетих и четрдесетих година 20. века, чији су главни елементи ”крв, екстремно физичко насиље и необилни физиолшки ефекти”. Ово Дилан експлицитно примећује на стр. 53.

## Инспирација музиком
Gorillaz - Clint Eastwood; Light My Fire - The Doors. Име брода је Lucy in the Sky with Diamond, песма Битлса.

## Претходна и наредна епизода
Претходна епизода Месечари (бр. 118), а наредна ...и буди леп леш (бр. 120).